# Guldjordbær
Slægten Guldjordbær (Waldsteinia) er udbredt i Europa og Nordamerika. Det er lave, udløberdannende stauder med rosetstillede, fingrede eller lappede blade og gule blomster på bladløse stængler. Her beskrives kun de få arter, som dyrkes i Danmark.
| Beskrevne arter |

- Almindelig guldjordbær Waldsteinia geoides
- Krybende guldjordbær Waldsteinia ternata
- Waldsteinia fragarioides

| Andre arter |

- Waldsteinia idahoensis
- Waldsteinia lobata
- Waldsteinia maximowicziana
- Waldsteinia Moenchii
- Waldsteinia Parviflora
- Waldsteinia pendula
- Waldsteinia sibirica
- Waldsteinia tanzybeica
- Waldsteinia teppneri
- Waldsteinia trifoliata
- Waldsteinia triloba[1]

Note
1. ↑  Zipcodezoo: Waldsteinia genus (engelsk)